# CD70
, ili Klaster diferencijacije 70, je ligand za CD27. CD27, je član receptorske familije faktora nekroze tumora (TNF). CD70 vezivanje za CD27, indukuje T-ćelijsku kostimulaciju i B-ćelijsku aktivaciju. CD27 je izražen u neaktiviranim T i B ćelijama, dok je CD70 izražen u aktiviranim T i B ćelijama. Koristeći transfektirane glodarske pre-B-ćelijske linije koje izražavaju ljudski CD27 ili CD70, bilo je pokazano da CD70 povećava IgG produkciju.

## Literatura
1. ↑  „CD70 molecule”.
2. 1 2  Kobata, Tetsuji; Jacquot, Serge; Kozlowski, Stacy; Agematsu, Kazunaga; Stuart F. Schlossman & Morimoto, Chikao (1995). „CD27-CD70 interactions regulate B-cell activation by T cells”. Proc. Natl. Acad. Sci. USA. 92: 11249—11253.

## Spoljašnje veze
- CD70+Antigens на 